# Maison Yseux
La maison Yseux est un  immeuble de style Art nouveau réalisé par l'architecte Fritz Seeldrayers à Saint-Gilles (Bruxelles) en 1901.

## Localisation
Cet immeuble se situe dans la commune bruxelloise de Saint-Gilles, au no 95 de la rue Antoine Bréart, artère qui possède une autre réalisation de style Art nouveau : la maison Aglave réalisée en 1898 par Paul Hankar.

## Historique
Cette maison a été réalisée en 1901 d'après les plans de l'architecte Fritz Seeldrayers (1878-1963) probablement pour sa belle-mère N. Yseux. Un encadrement présent en façade et gravé en lettres majuscules en témoigne : F.SEELDRAYERS ARCH...1901...

## Description
La maison Yseux est un immeuble asymétrique relevant du style Art nouveau géométrique cher à Paul Hankar. La travée de gauche, légèrement en ressaut pour les deux niveaux inférieurs, est plus volumineuse que la travée de droite (proportion 2/3 - 1/3). Chacun des trois niveaux de la construction est différent. Le soubassement est réalisé en pierre bleue sous cordon mouluré alors que le reste de la façade est principalement constitué de brique blanche. Toutefois, on peut voir l'ajout de brique jaune à l'allège de la baie du premier étage de la travée de droite et une frise composée de brique blanche, jaune et rouge au-dessus des quatre baies rectangulaires du dernier étage.
Au premier étage, l'oriel en bois, de base trapézoïdale en pierre, repose sur une console centrale issue du meneau de la baie du rez-de-chaussée et deux petites consoles latérales. La partie supérieure des vitres de cet oriel est ornée de vitraux et d'une frise de carreaux de céramique placés en damier. La baie d'imposte placée au-dessus d'un petit auvent plat possède des vitraux aux motifs floraux stylisés. Sous la corniche, six sgraffites séparés par des modillons représentent, ensemble, deux paons dont le plumage s'étire tout en longueur.

## Sources
- http://www.irismonument.be/fr.Saint-Gilles.Rue_Antoine_Breart.95.html
- Marie Resseler, Top 100 Art nouveau/Bruxelles, Éditions Aparté, 2010, page 55